# Envois de fonds

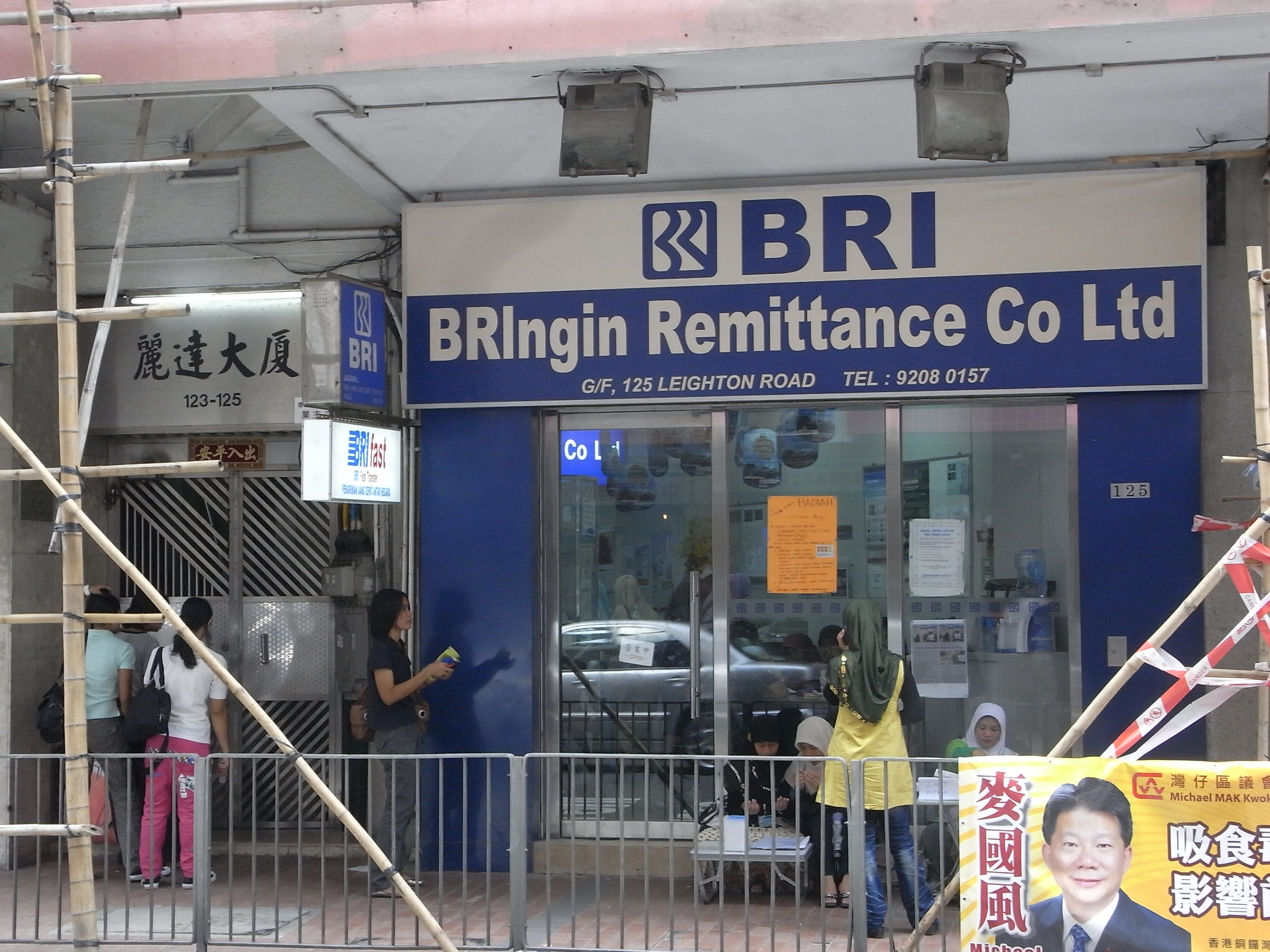
Un bureau de BRI Remittance à Hong Kong, une filiale de la Bank Rakyat Indonesia consacrée au service de transfert de fonds.

Les envois de fonds (rémitances ou remises migratoires) correspondent à la part des revenus gagnés à l’étranger que les migrants rapatrient chez eux. Elle fait l'objet d'une reconnaissance par certains traités internationaux.

## Reconnaissance juridique
Le droit de transfert des gains et des économies des travailleurs migrants est notamment prévu par l'article 9 de la Convention sur les travailleurs migrants de 1949, « en tenant compte des limites fixées par la législation nationale relative à l'exportation et à l'importation de devises ». Mais, au début de l'année 2018, la Convention n'avait été ratifiée que par 49 pays.
Ce droit est également reconnu par l'article 17 de la Convention européenne relative au statut juridique du travailleur migrant du Conseil de l'Europe du 24 novembre 1977. Ce droit concerne également les sommes qui restent dues aux travailleurs migrants après qu'ils ont quitté le territoire de l'État d'accueil. L'article 23 de la Convention indique par ailleurs que l'imposition des revenus des travailleurs migrants ne peut être supérieure à celle des travailleurs nationaux.

## Aspects économiques
Les volumes de transfert peuvent représenter entre 9 et 24 % du PIB de certains pays, soit environ entre 80 et 750 % de l’aide publique au développement dont ils sont bénéficiaires
Les transferts informels couvrent environ de  25  à  80  % du total des transferts. 
La concurrence et la densité du réseau d'agences aide à la formalisation des transferts. Les sociétés de transferts d’argent sont présentes en Afrique depuis la fin des années 1990. Elles permettent aux personnes sous bancarisées de transférer de l'argent, dit cash.
En 2007/2008, ce secteur état dominé par un duopole qui contrôlait de 85 à 100 % du volume total de ces transferts, qui bénéficient de nombreuses agences au moyen de partenariats.
Les transferts sont affectés par les fluctuations de l'économie internationale. Ainsi, lors de la crise économique liée à la pandémie de Covid-19, les envois internationaux ont fortement chuté, avant de remonter.

### Montant des transferts officiels
La rémitance représente une somme considérable pour les pays en développement. En 2012, ces fonds sont évalués à 401 milliards de dollars, ce qui en fait la deuxième source de financement des pays en développement à l'échelle mondiale, derrière les investissements directs à l'étranger. L'aide publique au développement accordée par les pays riches aux pays en développement ne représente que la moitié des sommes transférées par les migrants. Ce montant sous-estime l'importance des transferts car les statistiques ne prennent en compte que les transferts officiels enregistrés dans les statistiques de balance des paiements des pays d’accueil ou des pays d’origine. La Banque mondiale estime que le montant global des envois de fonds est environ le double des statistiques officielles en prenant en compte les transferts non officiels en or ou en argent.
Les principaux pays receveurs sont: Inde (69 milliards de dollars en 2012), Chine (60), Philippines (24), Mexique (23). Les pays où les envois de fonds représentent la plus grande part de leur produit intérieur brut (PIB) sont : le Tadjikistan (47 %), le Liberia (31 %), le Kirghizistan (29 %), le Népal (28 %), le Lesotho (27 %), la Moldavie (23 %).
En Afrique, les deux principaux pays bénéficiaires en 2013 sont l’Égypte et le Nigéria d'après la BAD: ces deux pays reçoivent 64 % de tous les transferts à destination de l’Afrique en 2012: 18 milliards de dollars vers l’Égypte et 21 milliards vers le Nigéria.
En 2021, l’ensemble des transferts effectués de la France vers les pays d’Afrique, selon la Banque mondiale, a atteint un montant de près de 9 milliards de dollars.

## Coûts
Les couts des transferts sont considérés comme élevés pouvant aller de 3 % à 10 %. Ces couts s'expliquent en partie par la réglementation locale,,.

## Canaux de transfert
Selon la méthode de transfert, on parlera de transferts officiels ou non. Les transferts officiels transitent par des banques (virement bancaire), postes (mandat postal) ou des organismes de transfert de fonds (MoneyGram, Travelex, Western Union, Wise, WorldRemit, etc.). Les organismes de transfert de fonds permettent généralement d'envoyer très rapidement de l'argent à l'étranger et ce également à des personnes ne disposant pas de leur propre compte bancaire, l'argent étant remis sur présentation d'un code et d'un papier d'identité. 
Les transferts non officiels se font de la main à la main ou par le biais de réseaux traditionnels, dont le nom varie d'une région à l'autre (hawala ou hundi sont les noms les plus connus). Ce sont des réseaux informels qui collectent et expédient les fonds vers leurs pays d'origine. Ces réseaux traditionnels comprennent des réseaux tissés par les liens familiaux, communautaires, villageois ou commerciaux.
Le choix du mode de transfert dépend de plusieurs facteurs: présence d'un système bancaire ou d'intermédiaires financiers développé, le coût, la sureté, la rapidité du moyen utilisé mais aussi des sommes à transférer, du statut du migrant dans le pays d'accueil et du niveau d'éducation de l'expéditeur ou du destinataire.
En 2019, la compagnie américaine MEnvesti a lancé un nouveau canal de transfert reliant les envois de fonds à des projets de développement grâce au financement participatif.

## Motivations de la rémitance
Plusieurs explications ont été avancées dans la littérature pour expliquer pourquoi les migrants renvoyaient de l'argent chez eux. Les motivations peuvent aller du pur altruisme (le migrant se préoccupe de ceux qu'il a laissé derrière lui en envoyant de l'argent pour améliorer leur bien être et les conditions de vie de sa famille), au pur égoïsme (renvoie de l'argent pour ne pas être déshérité, volonté d'investir dans son village en vue de son retour au pays) avec au milieu des situations intermédiaires sous forme de contrat implicite entre la famille et le migrant (c'est un accord mutuellement bénéfique où les transferts de fonds sont un remboursement des sommes avancées par la famille pour financer les frais liés à la migration, d'un autre côté le migrant fournit une assurance à sa famille en permettant une diversification des sources de revenus et un partage des risques entre le migrant et sa famille.

## Utilisation des transferts
Du fait de la fongibilité, il n'est pas possible de déduire l'utilisation des transferts à partir d'enquêtes réalisées auprès des ménages recevant de l'argent des émigrés.

## Effets des transferts
Il y a de nombreux impacts des transferts sur le développement économique des pays d'origine, qui font l'objet de débats dans la littérature. De nombreuses études empiriques mettent en avant des effets contrastés, parfois positifs, parfois négatifs, selon les pays et leur situation.

### Effets négatifs
Il est souvent mis en avant les dépenses somptuaires de la part des familles de migrants. À cela s'ajoute de nouvelles habitudes de consommation qui portent souvent sur des biens importés et qui peuvent aussi affecter le taux de change, réduisant d'autant la compétitivité des pays. L'argent reçu par les familles peut aussi se substituer à l'épargne ou inciter à faire défaut à des prêts. Tout cela conduit à réduire les effets sur le plan du développement de la part de la migration.

### Effets positifs
Les transferts ont l'avantage d'être contracycliques, c'est-à-dire qu'ils augmentent en cas de ralentissement économique ou en cas de chocs macroéconomiques dus par exemple à des crises financières. Les envois de fonds permettent d'éviter à la demande intérieure de chuter trop lourdement. Ils peuvent aussi avoir des effets positifs sur l'éducation, en augmentant le temps passé à l'école chez les enfants des familles en recevant , et augmentant ainsi le capital humain et économique du pays.